# Святополк Мстиславич
Святополк Мстиславич (бл. 1114/1118 — 20 лютого 1154) — князь полоцький (1132), псковський (1138—1148), берестейський (1140), новгородський (1132, 1138, 1142—1148), луцький (1150—1151) і Волинський (1149, 1151—1154). Батько — Мстислав Володимирович. Правив у Володимирі недовго, поступився брату Ізяславу, вигнаному з Києва Юрієм Довгоруким. Проте після вокняжіння Ізяслава у Києві займав Волинський уділ до смерті.

## Життєпис
В 1132 році Святополка бачимо князем в Полоцьку, його там залишає брат, Ізяслав, вирушаючи в Переяслав. Але незабаром полочани вигнали Святополка, ймовірно, вони були незадоволені від'їздом Ізяслава, і закликали на князювання онука Всеслава-Чародія, Василька Святославича.
У 1135 році Святополк брав участь в поході разом з братами Всеволодом і Ізяславом на Переяславське князівство, зайняте їх дядьком Юрієм Володимировичем (Долгоруким).
У 1137 році Святополк супроводжував свого брата Всеволода з Новгорода до Пскова. Взимку того ж року Всеволод помер у Пскові, і князем у місті став Святополк, який княжив там до 1140 року, коли великий князь Всеволод Ольгович дав йому з братом, Володимиром Мачешичем, місто Берестя.
У 1141-1142 Ізяслав передав своїй сестрі Агафії Мстиславні, дружині Всеволода Ольговича: «випросити у зятя Новгород Великий братові своєму Святополку», і Всеволод відправив Святополка Мстиславича в Новгород. Але 1148 році Ізяслав, що став в 1146 році великим князем, вивів Святополка з Новгорода і посадив там свого сина Ярослава, а Святополку віддав Володимир.
1149 році Святополк разом з братом брав участь у війні проти Юрія Долгорукого. Проте у Володимирі Святополк князював недовго, і поступився містом братові Ізяславу, вигнаному з Києва Юрієм Долгоруким.
У 1150 році володів Луцьком. Коли Ізяслав за допомогою угорців знову рушив на Юрія, Святополк Мстиславич супроводжував брата, щоб охороняти його від галицького князя Володимира Володаревича, що прямував за військом Ізяслава. У тому ж році допомагав братові в боротьбі з Юрієм і знову отримав Володимир, де і сидів до самої смерті.
У 1152 році великий князь Ізяслав Мстиславич здійснив похід проти Володимира Володаревича. Святополк Мстиславич прийшов до брата в Пересопниці зі своїм військом, але Ізяслав відправив його назад у Володимир. Того ж року Святополк ходив з Ізяславом в Новгород проти сина Юрія — Василька, але цей похід закінчився миром.
В 1153 році брав участь в поході Ізяслава проти галицького князя Ярослава Осмомисла.
Історіографами зазначено, що Святополк, ймовірно, не відрізнявся особливими здібностями і не володів особистою ініціативою. Жодного разу не вжив нічого самостійно і тільки надавав допомогу іншим, головним чином своєму братові Ізяславу.
Святополк згадується в новгородській берестяній грамоті № 850; в тексті листа до боярина Петра Михалковича йдеться про врегулювання конфлікту, пов'язаного з землею, в передачі якої якось брав участь Святополк. Судячи з того, що він названий по імені (а не «князь», якби йшлося про чинне князя), грамота датується часом незабаром після його вигнання — 1148 р.

## Сім'я
З 1143/1144 р. був одружений з Євфимією, дочкою Оломоуцького князя Оттона ІІ Чорного. Дітей, ймовірно не мав.